# Maria Hochgruber Kuenzer
Maria Magdalena Hochgruber Kuenzer (* 16. Mai 1958 in St. Lorenzen) ist eine Südtiroler Politikerin der Südtiroler Volkspartei.

## Biographie
Maria Hochgruber wuchs als viertes von vierzehn Kindern auf einem Bauernhof auf und heiratete im Jahr 1976 den Bauern Paul Kuenzer aus St. Georgen. Von 1994 bis 1997 besuchte Hochgruber Kuenzer die Brixner Theologischen Kurse als Ausbildung zur Religionslehrerin. Nach ihrem Engagement in der Fraktionsverwaltung von St. Georgen war sie Gemeinderätin der Stadt Bruneck und Vorsitzende der Umweltkommission. Von 2003 bis 2011 war sie Vorsitzende der Südtiroler Bäuerinnenorganisation. Bei den Landtagswahlen 2008 wurde Hochgruber Kuenzer für die SVP in den Südtiroler Landtag und damit gleichzeitig den Regionalrat Trentino-Südtirol gewählt, bei den Landtagswahlen 2013 gelang ihr die Wiederwahl. Im Rahmen der Landtagswahlen 2018 konnte sie mit 9.456 Vorzugsstimmen erneut ein Mandat erringen. Am 25. Jänner 2019 wurde sie in die Südtiroler Landesregierung gewählt, in der sie im Kabinett Kompatscher II die Ressorts Raumordnung, Landschaftsschutz sowie Denkmalschutz betreute. Bei den Landtagswahlen 2023 verpasste sie mit 5.130 Vorzugsstimmen die Wiederwahl.